# HD 152270
HD 152270，又名CD-4111041，SAO 227390、HR 6265，是一颗恒星，视星等为6.59，位于銀經343.49，銀緯1.16，其B1900.0坐标为赤經16h 47m 18.5s，赤緯-41° 1.16′ 15″。